# ايمانويل ماسييل
ايمانويل ماسييل (بالإسبانية: Emanuel Maciel)‏ هو لاعب كرة قدم أرجنتيني في مركز الوسط، ولد في 1997 في خوسيه سي. باز في الأرجنتين. لعب مع نادي سان لورينزو.

## وصلات خارجية
- ايمانويل ماسييل على موقع الدوري الأمريكي (الإنجليزية)
- ايمانويل ماسييل على موقع قاعدة بيانات كرة القدم.إي يو (الإنجليزية)
- ايمانويل ماسييل على موقع Soccerway.com (الإنجليزية)